# Mora oleifera
Mora oleifera là một loài thực vật có hoa trong họ Đậu. Loài này được (Hemsl.) Ducke miêu tả khoa học đầu tiên.